# Malcolm M. B. Sterrett
Malcolm McCurdy Burdett Sterrett (geboren am 21. September 1942 in Norwalk (Connecticut)) ist ein ehemaliger amerikanischer Regierungsbediensteter. Er war von 1982 bis 1987 Mitglied der amerikanischen Regulierungsbehörde Interstate Commerce Commission.

## Leben
Von 1960 bis 1964 studierte Malcolm M. B. Sterrett an der Princeton University und legte den Bachelor of Arts und 1967 den Juris Doctor an der Vanderbilt University School of Law ab. Seinen Militärdienst leistete er im United States Marine Corps. Ab 1967 arbeitete er in der juristischen Abteilung der Interstate Commerce Commission. Von 1972 bis 1976 war er als Berater für die Republikanische Partei im Senate Committee on Commerce tätig. Von 1976 bis 1980 war er Berater im Senat Committee on Commerce, Science and Transportation. Danach arbeitete Sterrett bis 1982 als Vizepräsident und Generaljustitiar bei der United States Railway Association. 1982 wurde er von Präsident Ronald Reagan als Nachfolger von George M. Stafford in der Interstate Commerce Commission nominiert. Am 12. Februar 1982 trat er sein bis zum 31. Dezember 1987 befristetes Amt an. Er blieb bis zum Amtsantritt seiner Nachfolgerin Karen Borlaug Phillips am 11. August 1988 im Amt.
Am 20. September 1988 wurde er zum Generaljustitiar im Department of Health and Human Services nominiert und am 19. Oktober 1988 vom Senat bestätigt. Ab 1989 bis 1993 arbeitete er für die auf Verkehrsunternehmen spezialisierte Anwaltskanzlei Pepper, Hamilton & Scheetz.
Von 1998 bis 2015 saß er im Aufsichtsrat, von 2006 bis 2013 als Chairman, von Trans World Corporation, einem Unternehmen das Casinos und Hotels vor allem in Deutschland, Tschechien und Österreich betreibt. Von 1998 bis 2006 war er außerdem im Aufsichtsrat der Telos Corporation.
Er ist seit 1966 verheiratet und hat eine Tochter.